# IC 1307
IC 1307 bezeichnet im Index-Katalog mehrere scheinbar dicht beieinander liegende Sterne im Sternbild Vulpecula. Der Katalogeintrag geht auf eine Beobachtung des Astronomen Thomas Espin am 14. September 1893 zurück.